# Violon (ruisseau)
Pour les articles homonymes, voir Violon.
Le Violon est un ruisseau français du Massif central, affluent de rive  gauche de la Sumène et donc sous-affluent de la Dordogne.

## Géographie
Le Violon prend sa source vers 1 090 m d’altitude, dans le parc naturel régional des volcans d'Auvergne, dans le département du Cantal, sur la commune de Trizac, à quatre kilomètres au sud-est du bourg, sur le flanc sud-ouest de la montagne du Tronc Soutro.
Il sert de limite aux communes de Trizac et Valette sur environ trois kilomètres, s'écoulant au passage sous la route départementale (RD) 678.
Marquant la limite des communes du Monteil et de La Monselie dans des gorges sur environ deux kilomètres, il passe sous la RD 36, puis à l'est du site de Chastel-Marlhac.
Il passe ensuite sous la RD 15 puis rejoint la Sumène en rive gauche, au nord-est du village de Vebret, vers 480 m d’altitude.
Le Violon est long de 15,2 km pour un bassin versant de 34 km2.

### Affluents
Le Sandre a répertorié neuf affluents du Violon. Les deux principaux sont le Claussou, 2,3 km en rive droite, et le ruisseau de la Grange, 5,1 km en rive gauche.

### Communes et département traversés
Le Violon arrose six communes, situées dans le département du Cantal, soit d'amont vers l'aval :
- Trizac (source)
- Valette
- Menet
- Le Monteil
- La Monselie
- Vebret (confluence)

## Monuments ou sites remarquables à proximité
- Le site de Chastel-Marlhac,
- l’église Saint-Victor-et-Sainte-Madeleine de Chastel-Marlhac[4],
- l’église Saint-Maurice-et-Saint-Louis de Vebret[5].